# Boîte à outils Macintosh
Pour les articles homonymes, voir Boîte.
La boîte à outils Macintosh est un ensemble de ressources, pilotes, routines et interfaces de programmation contenu dans la mémoire ROM.

## Présentation
Quand le Macintosh 128K (le premier Macintosh) fut conçu, la ROM était plus rapide que la mémoire à accès aléatoire (RAM) qui était très coûteuse, et la mémoire de masse était une disquette. Une partie du système d'exploitation y était placée.
Un mécanisme de trappe est utilisé pour permettre des rustines dans le code de la ROM[réf. nécessaire].
Avec l'iMac, la première New World ROM est placée sur le matériel, en général le disque dur.
Dans Mac OS X, la boîte à outils n'est plus utilisée, sauf dans le cadre de l'utilisation de Classic dans un environnement virtuel.
La boîte à outils fut à l'origine prototypée en Pascal, puis réécrite en assembleur Motorola 68000 pour gagner en vitesse d'exécution et réduire la quantité de langage machine à une taille compatible avec les mémoires ROM de l'époque.